# AngL
AngL – drugi album studyjny norweskiego wokalisty i gitarzysty Ihsahna. Wydawnictwo ukazało się 26 maja 2008 roku nakładem wytwórni muzycznej Mnemosyne Productions. Nagrania poprzedził wydany 12 marca 2008 roku singel pt. "Scarab". Gościnnie na płycie wystąpił Mikael Åkerfeldt, lider formacji Opeth. Muzyk zaśpiewał w utworze pt. "Unhealer".

## Lista utworów
Opracowano na podstawie materiału źródłowego.
| Nr | Tytuł utworu                             | Autorzy | Długość |
| -- | ---------------------------------------- | ------- | ------- |
| 1. | „Misanthrope”                            | Ihsahn  | 04:58   |
| 2. | „Scarab”                                 | Ihsahn  | 05:17   |
| 3. | „Unhealer” (gościnnie: Mikael Åkerfeldt) | Ihsahn  | 06:17   |
| 4. | „Emancipation”                           | Ihsahn  | 05:27   |
| 5. | „Malediction”                            | Ihsahn  | 04:19   |
| 6. | „Alchemist”                              | Ihsahn  | 04:19   |
| 7. | „Elevator”                               | Ihsahn  | 05:07   |
| 8. | „Threnody”                               | Ihsahn  | 05:08   |
| 9. | „Monolith”                               | Ihsahn  | 06:27   |
|    |                                          |         | 47:19   |

## Twórcy
Opracowano na podstawie materiału źródłowego.
- Ihsahn – wokal, gitara elektryczna, gitara akustyczna, instrumenty klawiszowe, produkcja
- Lars K. Norberg – bezprogowa gitara basowa
- Asgeir Mickelson – perkusja, instrumenty perkusyjne, inżynieria
- Jens Bogren – inżynieria
- Tom Kvålsvoll – mastering
- Mikael Åkerfeldt – gościnnie wokal

## Wydania
| Rok  | Nr katalogowy         | Format      | Wydawca                                    | Region            | Źródło |
| ---- | --------------------- | ----------- | ------------------------------------------ | ----------------- | ------ |
| 2008 | candle218cd, mnemo007 | CD, Album   | Candlelight Records, Mnemosyne Productions | Wielka Brytania   | [ 9 ]  |
| 2008 | MYST CD 336           | CD          | Mystic Empire                              | Rosja             | [ 9 ]  |
| 2008 | BOBV080LP             | 2xLP, Album | Back On Black                              | Wielka Brytania   | [ 9 ]  |
| 2008 | CDL 403               | CD          | Candlelight Records                        | Stany Zjednoczone | [ 9 ]  |